# Estadio Manuel Ciclón Echeverría

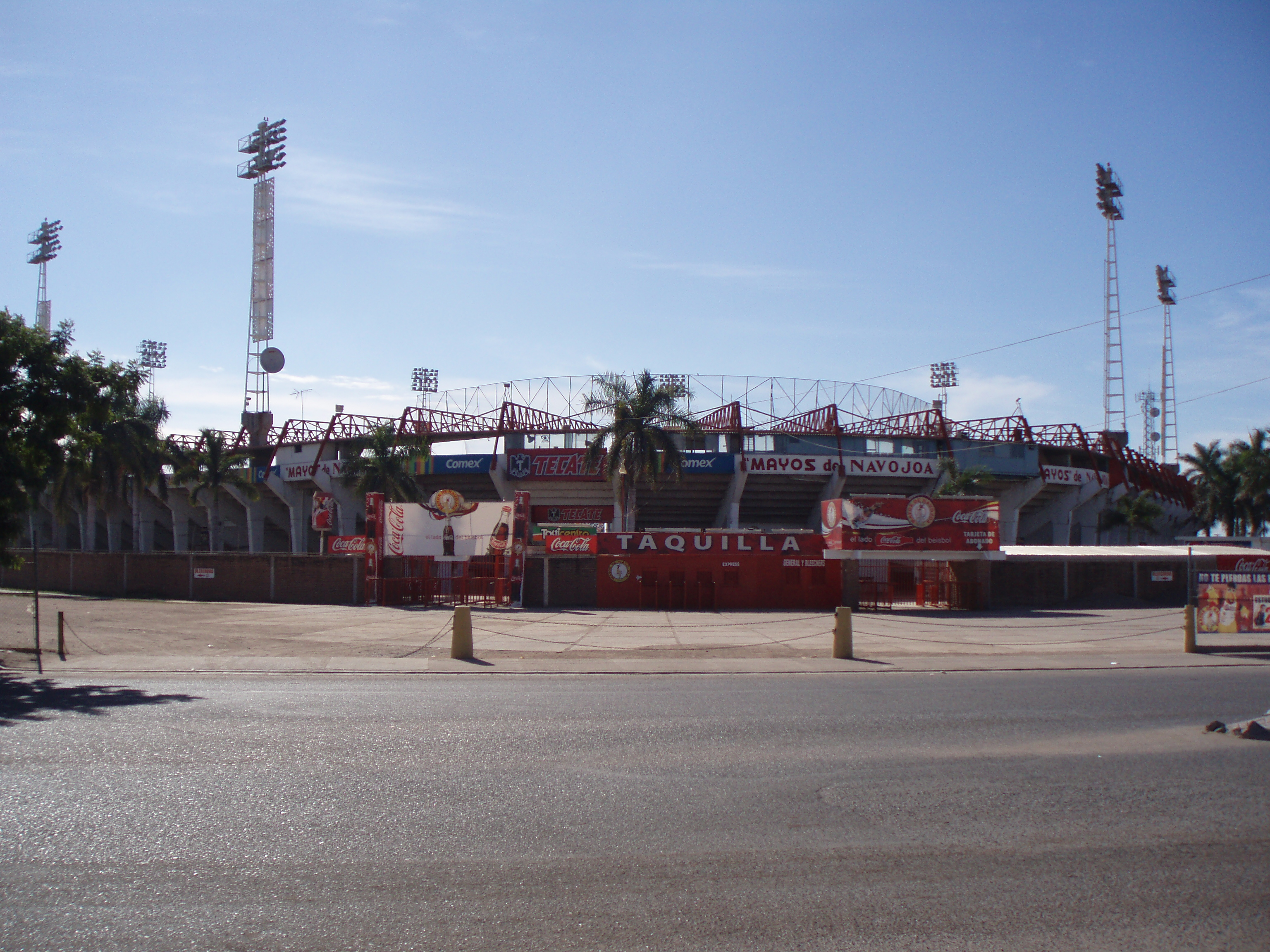
Foto exterior del Estadio Manuel "Ciclon" Echeverría

El Estadio Manuel "Ciclón" Echeverría es un estadio en Navojoa, Sonora, que honra con su nombre a un jugador de béisbol local, Manuel "Ciclón" Echeverría, un miembro del Salón de la Fama del Béisbol Mexicano. Se utiliza para el béisbol, y fue la casa de campo de los Mayos de Navojoa equipo mexicano de béisbol Liga del Pacífico. Abrió sus puertas el 7 de octubre de 1970 y tuvo capacidad para 11,500 personas. Al cerrar las zonas de sol y bleachers, el estadio disminuyó su capacidad a 10,500 aficionados. Se encuentra dentro de la Unidad Deportiva Faustino Félix Serna. 
Dimensiones:

Jardín izquierdo : 318 ft (97 m)

Jardín central : 378 ft (116m)

Jardín derecho : 318 ft (97m)